# Truckendorf
Truckendorf ist ein Weiler vom Ortsteil Emstadt von Schalkau im Landkreis Sonneberg in Thüringen.

## Lage
Truckendorf befindet sich südwestlich von Schalkau und liegt mit der Gemarkung an der Grenze zu Bayern. Das Naturschutzgebiet Magerrasen bei Emstadt und Itzaue liegt östlich vom Ortsteil.

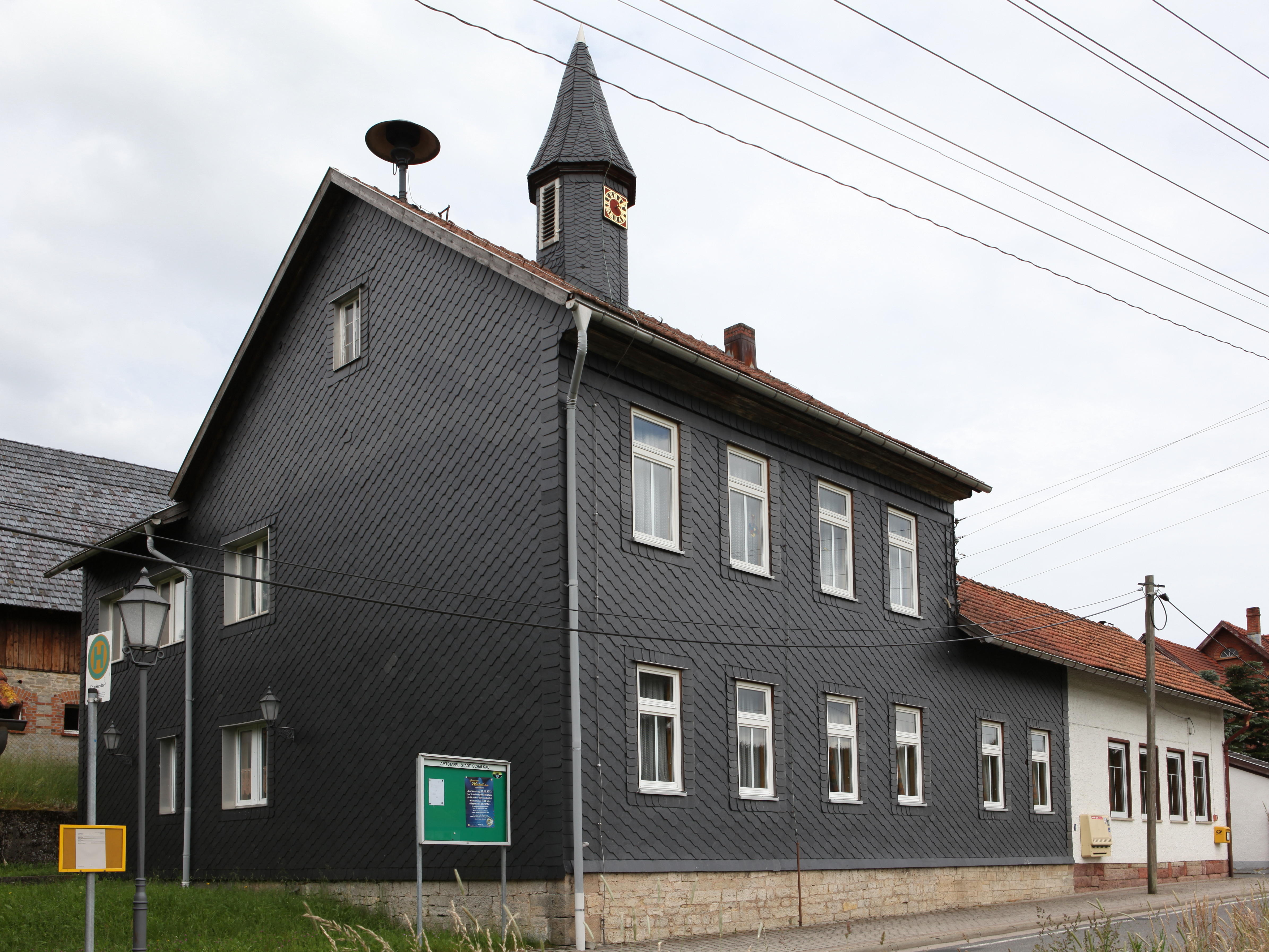
Ehemalige Schule in Truckendorf

## Geschichte
Am 30. April 1337 wurde das Dorf erstmals urkundlich erwähnt. 75 Personen wohnten 2012 im Ortsteil. Am 1. Juli 1950 wurde Truckendorf nach Emstadt eingemeindet. Das Dorf wurde in der Zeit der deutschen Teilung von den Maßnahmen der DDR-Behörden zur Bewachung der innerdeutschen Grenze geprägt. So wurde 1961 die Weihersmühle wegen ihrer Grenznähe abgebrochen.

## Dialekt
In Truckendorf wird Itzgründisch, ein mainfränkischer Dialekt, gesprochen.